# District de Makhambet
Le district de Makhambet (en kazakh : Махамбет ауданы) est un district de l’Oblys d'Atyraou au Kazakhstan.  

## Géographie
Le centre administratif du district est la ville de Makhambet.

## Démographie
Sa population est de 32 104 habitants en 2009.